# Sevilleja de la Jara
Sevilleja de la Jara è un comune spagnolo di 1 015 abitanti situato nella comunità autonoma di Castiglia-La Mancia.